# سولاق حسین تکلو
سولاق حسین تکلو از امرای قزلباش طایفه تکلو بود. در سال ۱۵۷۷ میلادی پس از شورش شروان، اسکندر حاکم قلعه پلنگان که در گذشته با حاکمان کردستان به نبرد پرداخته بود بار دیگر شورید. شاه اسماعیل دوم سولاق حسین تکلو را با گروهی از سپاهیان قزلباش روانه آنجا کرد. اسکندر پس از یک پایداری نسبی، تاب مقاومت را از دست می‌دهد و می‌گریزد. بنابراین قلعه به تسخیر سپاه قزلباش می‌افتد و سولاق حسین تکلو با حکم شاه اسماعیل دوم به حاکمیت قلعه و دژهای اطراف منصوب می‌گردد.